# Shiro Ichinoseki
Shiro Ichinoseki, född 24 januari 1944 i Hachirogata, är en japansk före detta tyngdlyftare.
Ichinoseki blev olympisk bronsmedaljör i 56-kilosklassen i tyngdlyftning vid sommarspelen 1964 i Tokyo.